# Liste der Kardinalskreierungen Pius’ XII.

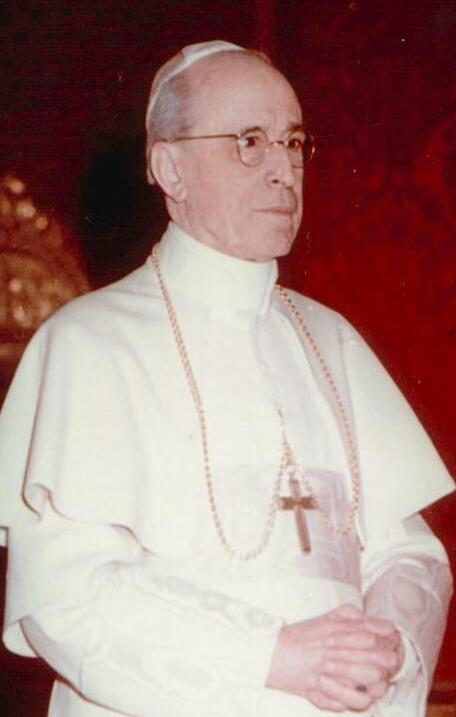
Pius XII.

Es liegt wohl an den Wirren des Zweiten Weltkrieges, dass Papst Pius XII. (1939–1958) während seines Pontifikates 56 Kardinäle in lediglich zwei Konsistorien ernannte. Bei seinen Kreierungen legte er den Grundstein für die Internationalisierung des Kardinalskollegiums.

## 18. Februar 1946

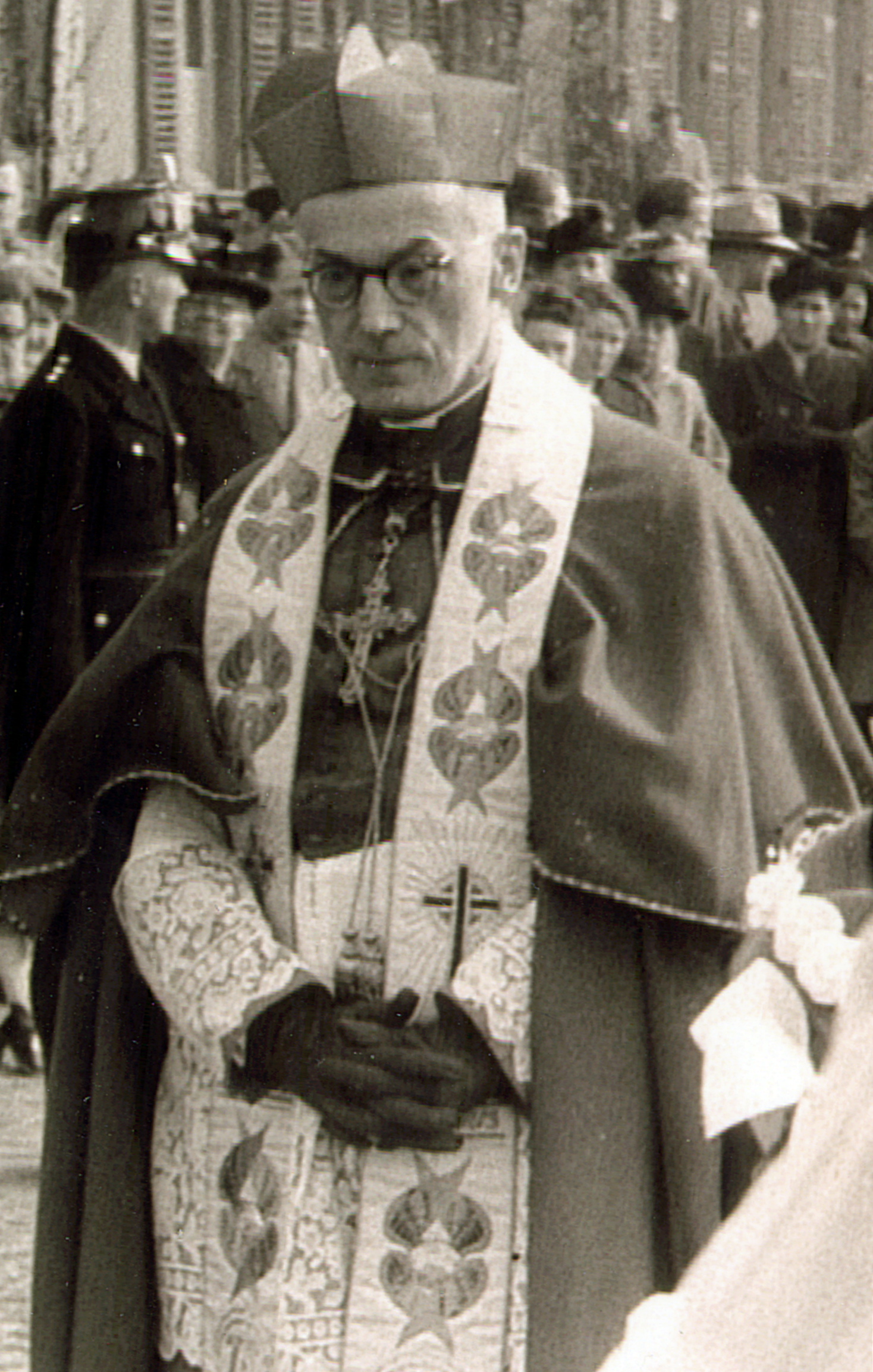
Josef Frings

- Sowjetunion: Krikor Bedros XV. Agagianian, Patriarch von Kilikien der armenisch-katholischen Kirche
- Vereinigte Staaten: John Joseph Glennon, Erzbischof von St. Louis
- Königreich Italien: Benedetto Aloisi Masella, Apostolischer Nuntius in Brasilien
- Königreich Italien: Clemente Micara, Apostolischer Nuntius in Belgien und Luxemburg
- Polen: Adam Stefan Sapieha, Erzbischof von Krakau
- Vereinigte Staaten: Edward Aloysius Mooney, Erzbischof von Detroit
- Frankreich: Jules Saliège, Erzbischof von Toulouse
- Kanada: James Charles McGuigan, Erzbischof von Toronto
- Vereinigte Staaten: Samuel Stritch, Erzbischof von Chicago
- Spanien: Agustín Parrado y García, Erzbischof von Granada
- Frankreich: Clément-Émile Roques, Erzbischof von Rennes
- Niederlande: Johannes de Jong, Erzbischof von Utrecht
- Brasilien: Carlos Carmelo de Vasconcelos Motta, Erzbischof von Aparecida
- Frankreich: Pierre Petit de Julleville, Erzbischof von Rouen
- Australien: Norman Thomas Gilroy, Erzbischof von Sydney
- Vereinigte Staaten: Francis Spellman, Erzbischof von New York
- Chile: José María Caro Rodríguez, Erzbischof von Santiago de Chile
- Portugal: Teodósio Clemente de Gouveia, Erzbischof von Maputo
- Brasilien: Jaime de Barros Câmara, Erzbischof von São Sebastião do Rio de Janeiro
- Spanien: Enrique Pla y Deniel, Erzbischof von Toledo
- Kuba: Manuel Arteaga, Erzbischof von Havanna
- Deutschland: Josef Frings, Erzbischof von Köln
- Peru: Juan Gualberto Guevara, Erzbischof von Lima
- Vereinigtes Königreich: Bernard William Griffin, Erzbischof von Westminster
- Spanien: Manuel Arce y Ochotorena, Erzbischof von Tarragona
- Ungarn: József Mindszenty, Erzbischof von Esztergom
- Königreich Italien: Ernesto Ruffini, Erzbischof von Palermo
- Deutschland: Konrad Graf von Preysing-Lichtenegg-Moos, Bischof von Berlin
- Deutschland: Clemens August Graf von Galen, Bischof von Münster
- Argentinien: Antonio Caggiano, Erzbischof von Rosario
- China: Thomas Tien Ken-sin SVD, Erzbischof von Peking
- Königreich Italien: Giuseppe Bruno, Kurienbischof

## 12. Januar 1953
- Italien: Celso Costantini, Sekretär der Kongregation für die Evangelisierung der Völker
- Brasilien: Augusto Álvaro da Silva, Erzbischof von São Salvador da Bahia
- Italien: Gaetano Cicognani, Präfekt der Ritenkongregation
- Italien: Angelo Giuseppe Roncalli (später Papst Johannes XXIII.), Apostolischer Nuntius in Frankreich, mit der Kreierung zum Kardinal dann Ernennung zum Patriarchen von Venedig
- Italien: Valerio Valeri, Präfekt der Kongregation für die Menschen gottgeweihten Lebens
- Italien: Pietro Ciriaci, Apostolischer Nuntius in Portugal
- Italien: Francesco Borgongini Duca, Apostolischer Nuntius in Italien
- Frankreich: Maurice Feltin, Erzbischof von Paris
- Italien: Marcello Mimmi, Erzbischof von Neapel
- Ecuador: Carlos María de la Torre, Erzbischof von Quito
- Jugoslawien: Alojzije Stepinac, Erzbischof von Zagreb
- Frankreich: Georges Grente, Bischof von Le Mans
- Italien: Giuseppe Siri, Erzbischof von Genua
- Irland: John D’Alton, Erzbischof von Armagh
- Vereinigte Staaten: James Francis McIntyre, Erzbischof von Los Angeles
- Italien: Giacomo Lercaro, Erzbischof von Bologna
- Polen: Stefan Wyszyński, Erzbischof von Gnesen und Warschau
- Spanien: Benjamín de Arriba y Castro, Erzbischof von Tarragona
- Spanien: Fernando Quiroga y Palacios, Erzbischof von Santiago de Compostela
- Kanada: Paul-Émile Léger PSS, Erzbischof von Montreal
- Kolumbien: Crisanto Luque Sánchez, Erzbischof von Bogotá
- Indien: Valerian Gracias, Erzbischof von Bombay
- BR Deutschland: Joseph Wendel, Erzbischof von München und Freising
- Italien: Alfredo Ottaviani, Assessor am Heiligen Offizium

Weiters war die Ernennung des Patriarchen von Venedig, Carlo Agostini, vorgesehen, Agostini starb aber zwei Wochen vor dem Konsistorium.